# Vasaloppet 1942
Vasaloppet 1942 var det 19:e loppet i ordningen som kördes 22 februari 1942. Olle Wiklund segrade på den nya rekordtiden 5:31:50.

## Loppet
Loppet drabbades av en tjuvstart så att starten fick göras om. Fjolårstvåan Olle Wiklund från Bergvik i Hälsingland vann på nya rekordtiden 5.31.50. Han slog 1928 års rekordtid med nästan två minuter och sade efter målgången att han inte alls var trött, utan kunde åka tillbaka till Sälen om de hade önskat.
Kranskulla var Britt Herdin.

## Resultat
| Plac | Namn            | Klubb            | Mål     |
| ---- | --------------- | ---------------- | ------- |
| 1    | Olle Wiklund    | Ifk Bergvik      | 5:31:50 |
| 2    | Bertil Melin    | Wäija-Dynäs Ik   | 5:40:27 |
| 3    | Gösta Andersson | Ifk Umeå         | 5:40:37 |
| 4    | Lars Back       | Hofors Aif       | 5:43:26 |
| 5    | Göte Andersson  | S & Ik Hellas    | 5:43:58 |
| 6    | Selm Stenvall   | Ifk Umeå         | 5:45:11 |
| 7    | Gösta Jakobsson | Ifk Umeå         | 5:48:11 |
| 8    | Almer Åström    | Ifk Umeå         | 5:49:08 |
| 9    | Axel Hjärpe     | Ik Jarl, Rättvik | 5:49:37 |
| 10   | Manfred Stattin | Wäija-Dynäs Ik   | 5:55:32 |